# Norops pachypus
Norops pachypus är en ödleart som beskrevs av  Cope 1876. Norops pachypus ingår i släktet Norops och familjen Polychrotidae. IUCN kategoriserar arten globalt som livskraftig. Inga underarter finns listade i Catalogue of Life.